# Nytårsgave
Nytårsgave er en digtsamling, årbog eller oversat skrift, der udkom ved nytårstid, enten regelmæssigt eller som enkeltudgivelse. "Genren" var meget populær blandt forfattere i det 18. og 19. århundrede.
| Bog | Spire Denne artikel om bøger og tidsskrifter er en spire som bør udbygges. Du er velkommen til at hjælpe Wikipedia ved at udvide den. |